# Koji Kuramoto
Koji Kuramoto –en japonés, 蔵本 孝二– (Hita, 14 de agosto de 1951) es un deportista japonés que compitió en judo.
Participó en los Juegos Olímpicos de Montreal 1976, obteniendo una medalla de plata en la categoría de –70 kg. Ganó una medalla de bronce en el Campeonato Mundial de Judo de 1975, y una medalla de oro en el Campeonato Asiático de Judo de 1974.

## Palmarés internacional
| Juegos Olímpicos    | Juegos Olímpicos     | Juegos Olímpicos  | Juegos Olímpicos |
| Año                 | Lugar                | Medalla           | Categoría        |
| ------------------- | -------------------- | ----------------- | ---------------- |
| 1976                | Montreal (Canadá)    | Medalla de plata  | –70 kg           |
| Campeonato Mundial  |                      |                   |                  |
| Año                 | Lugar                | Medalla           | Categoría        |
| 1975                | Viena (Austria)      | Medalla de bronce | –70 kg           |
| Campeonato Asiático |                      |                   |                  |
| Año                 | Lugar                | Medalla           | Categoría        |
| 1974                | Seúl (Corea del Sur) | Medalla de oro    | –70 kg           |